# Pages (software)
Pages è un'applicazione di desktop publishing e word processor sviluppata dalla Apple per le piattaforme macOS, iPadOS e iOS.
Il software è scaricabile gratuitamente dall'App Store.

## Caratteristiche
Pages è un software specializzato nelle presentazioni di documenti, fornito anche di template con i quali è possibile creare lettere, buste, curricula, volantini, brochures, biglietti da visita, inviti, poster, relazioni e moduli.
Pages, come tutti gli altri software della suite iWork, si può integrare con la suite iLife per inserire all'interno dei documenti anche delle immagini con iPhoto, video con iMovie e musica con iTunes.
Il software permette l'importazione di file
- Pages (.pages)
- Microsoft Word, Office Open XML (.docx) e Microsoft Office 97 o versioni più recenti (.doc)
- File di testo (.txt)

Mentre permette l'esportazione in formati:
- Pages '09 (4.0 o versioni più recenti)
- Microsoft Word (.docx e .doc)
- PDF
- File di solo testo (.txt)
- ePub
- Archivi di formato zip (supportati in Pages per Mac 5.1 o versioni più recenti)

Dalla versione 6.0 è possibile collaborare in tempo reale sullo stesso documento.

## Pages per iOS e iPadOS
Il 27 maggio 2010, Apple lancia Pages per iPad.
Il 31 maggio 2011 è stata distribuita la versione 1.4 di Pages compatibile sia con iPad che iPhone.
Il 12 ottobre 2011 è stata distribuita la versione 1.5 di Pages che aggiunge la compatibilità con iCloud.